# Буланино

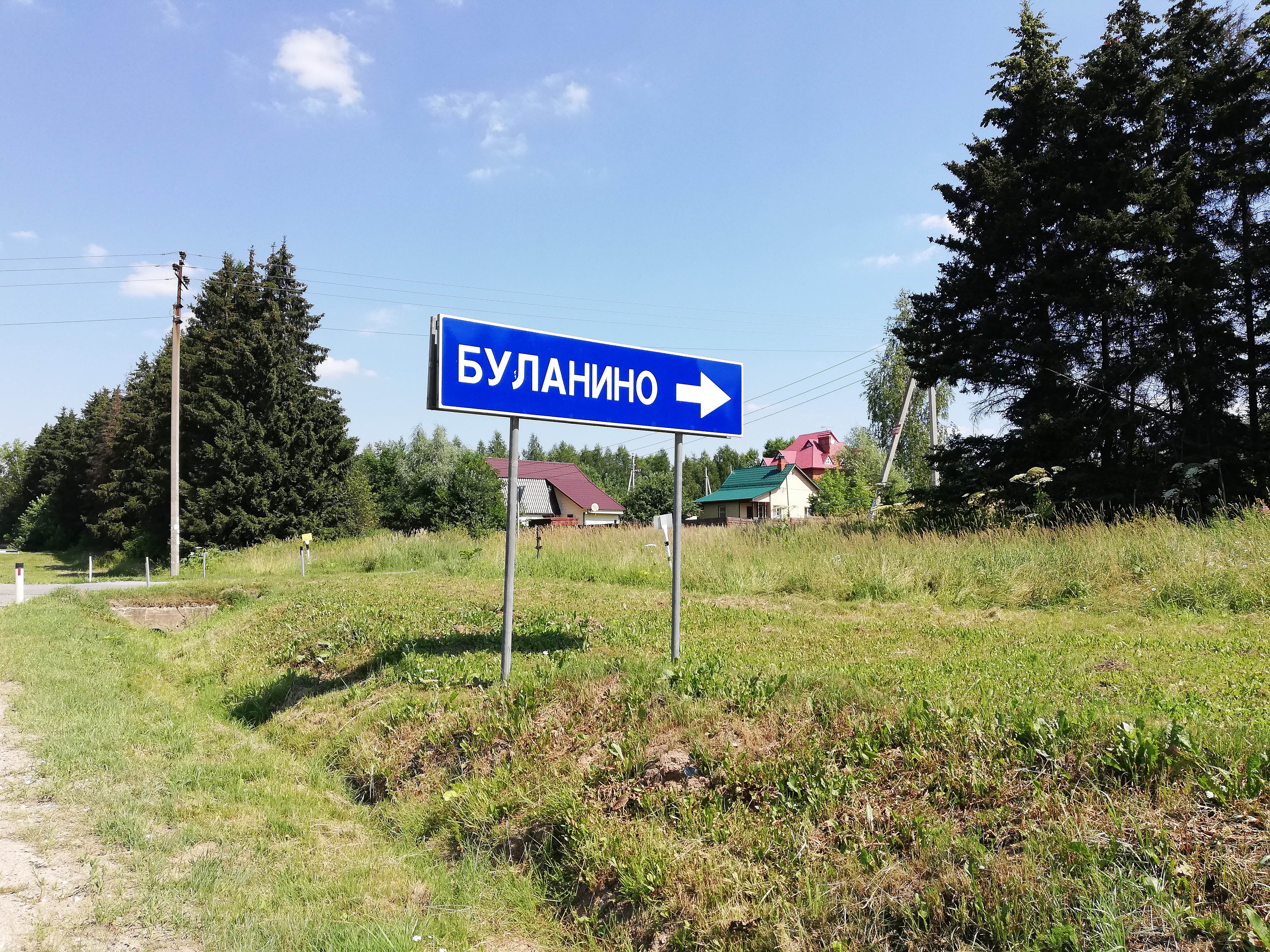
Указатель поворота в деревню

Буланино — деревня сельского поселения Волковское Рузского района Московской области. Численность постоянно проживающего населения — 5 человек на 2006 год. До 2006 года Буланино входило в состав Никольского сельского округа.
Деревня расположена на северо-востоке района, примерно в 30 километрах северо-восточнее Рузы, на безымянном пересыхающем ручье бассейна реки Рассоха, с восточной стороны автодороги А108 Московское большое кольцо. Ближайший населённый пункт — деревня Мамошино — на другой стороне шоссе, высота центра над уровнем моря 244 м.